# Noosaville
Noosaville est une ville australienne côtière, dans le comté de Noosa, dans l'État du Queensland. Lors du recensement de 2016, elle compte 8 124 habitants.
Avec les villes voisines de Noosa Heads et Tewantin, elle forme la grande banlieue nord de la Sunshine Coast.